# Сантос, Велингтон Дамассена
Велингтон Дамассена Сантос (порт.-браз. Welington Damascena Santos; род. 19 февраля 2001, Сан-Паулу) — бразильский футболист, защитник клуба «Саутгемптон».

## Клубная карьера
Велингтон — воспитанник клуба «Сан-Паулу». 8 марта 2020 года в поединке Лиги Паулиста против «Ботафого РБ» игрок дебютировал за основной состав. 26 февраля 2021 года в матче против «Фламенго» он дебютировал в бразильской Серии A. 15 апреля в поединке Лиги Паулиста против «Гуарани» игрок забил свой первый гол за «Сан-Паулу».
26 июля 2024 года Велингтон подписал предварительный контракт с «Саутгемптоном» из английской Премьер-лиги и официально присоединился к команде 1 января 2025. 1 февраля Веллингтон дебютировал в составе "святых" в гостевой игре с «Ипсвич Таун», появившись на поле в стартовом составе.

## Достижения
Клубные
 «Сан-Паулу»
- Победитель Лиги Паулиста — 2021